# Mariana Ríos
Irma Mariana Ríos Franco (Aguascalientes, 27 de julho de 1977) é uma atriz e modelo mexicana.

## Biografia
Mariana Ríos começou sua carreira como miss, no ano de 2000 ela foi eleita miss no concurso Nuestra Belleza México, como vencedora desse concurso ela representou o México, no concurso Miss Internacional no ano de 2001, após isso Mariana se mudou para Cidade de México para estudar no CEA Centro de Educación Artística da Televisa, graças a isso obteve suas primeiras oportunidades de incursionar no mundo da atuação em séries como como "Mujer, casos de la vida real" e "Cero en Conducta" entre otros.
Rapidamente Mariana começou a atuar nas telenovelas, das quais a telenovela La Madrasta no ano de 2005, que foi um grande sucesso, essa telenovela foi protagonizada por Victoria Ruffo e César Évora, em seguida ela fez uma pequena participação na mundialmente conhecida telenovela juvenil Rebelde na primeira temporada no ano de 2005, ambas exibidas no Brasil pelo SBT.
O seu papel de maior destaque foi na telenovela Mañana es para siempre de 2008, onde ela atuou como Martina a grande amiga e protetora de Liliana Elizalde a personagem interpretada pela atriz Dominika Paleta, nesse trabalho Mariana também atuou com Fernando Colunga e Silvia Navarro os protagonistas da novela.
Em seu mais recente trabalho na televisão Mariana faz parte do elenco de El Triunfo del Amor, produzida por Salvador Mejía Alejandre, que conta com os protagonistas Maite Perroni e Willian Levy e a antagonista Dominika Paleta com quem atua novamente.

## Filmografia

### Telenovelas
| Ano       | Título                 | Personagem           |
| --------- | ---------------------- | -------------------- |
| 2013      | Mentir para vivir      | Psicóloga de Alina   |
| 2012-2013 | Qué bonito amor        | Ana López            |
| 2010-2011 | Triunfo del Amor       | María Magdalena      |
| 2008-2009 | Mañana es para siempre | Martina Tinoco       |
| 2007      | Destilando amor        | Sanjuana Escajadillo |
| 2006      | Duelo de pasiones      | Dra. Aída Cortez     |
| 2005      | La madrastra           | Lupita Montes        |
| 2004-2005 | Rebelde                | Viviana Arregui      |

### Séries
- La rosa de Guadalupe (2008) - Gina
- Mujer, casos de la vida real (2006)
- ¡Que madre tan padre! (2006) - Patricia
- Cero en conducta (2003) - Rosa Meza Cabeza

### Filmes
- Lagrimas de cristal (2007) - Lupita Acosta